# Route nationale 23a (Madagascar)
Pour les articles homonymes, voir Route nationale 23.
La route nationale 23a (N 23a) ou route d’intérêt provincial 23 (RP 23) est une route non goudronnée de la région d'Alaotra-Mangoro, à Madagascar.

## Description
La route RP 23 parcourt 71 kilomètres et relie Moramanga à Anosibe An'ala .
Elle bifurque de la N 2 à Moramanga et se dirige vers le sud jusqu'à Anosibe An'ala.